# Hezivka, Bilopillea
Hezivka (în ucraineană Гезівка) este un sat în comuna Serhiivka din raionul Bilopillea, regiunea Sumî, Ucraina.

## Demografie
Componența lingvistică a localității Hezivka
     Ucraineană (100%)
Conform recensământului din 2001, toată populația localității Hezivka era vorbitoare de ucraineană (100%).